# Божьи воины
Божьи воины (пол. Boży bojownicy) — второй роман трилогии о Рейневане Анджея Сапковского. В Польше вышла в 2004, в России в 2006 году.

## Сюжет
После бегства из Силезии в 1425 году, неофит движения Гуса, Рейневан, оседает в Праге, где работает медиком; идет война, и недостатка в раненных и нуждающихся в лечении нет. Самсон не оставляет попыток вырваться из тела монастырского уборщика, для чего проводит время в тайном клубе пражских магиков и алхимиков. Шарлей же вместе с сиротами участвует в боевых действиях и набегах, множа добро и лелея надежды сбежать из варварской Европы в цивилизованный Константинополь.
Однако, внешне спокойная жизнь отнюдь не означает, что о Рейневане забыли. Глава гуситской контрразведки не оставляет надежд выпытать у Рейнмара, куда он спрятал деньги после разбойничьего нападения на сборщика налогов в 1425 году. А когда в начале 1427 года табориты собирается вторгнуться в Силезию, Рейневан получает задание найти и восстановить связь с Фогельзангом, сетью гуситских агентов, в чьи задачи входила агитация и настрой местного населения против папской власти, диверсии и помощь гуситским войскам. А чтобы Рейневан охотнее выполнял полученно задание, шеф гуситской разведки, Флютек, сообщает ему, что у Катажины фон Биберштайн родился сын, и, следовательно, Рейнмар, уверенный, что именно Катажину он спасал от раубриттеров, едет в Силезию больше по личным мотивам, чем по приказу Табора.
Перед началом выполнения задания Рейневан с друзьями пробуют разыскать одного из великих магистров-магиков, обитающего в замке Троски и способного если не помочь Самсону, то хотя бы указать тому направление и возможности для возвращения всё на круги своя. Рейневан планирует попасть в замок под личиной странствующего поэта, но вместо этого попадает в руки торговцев людьми, отлавливающих под заказ гуситских еретиков для показательных казней. На торгу Рейневана узнают (в Силезии он слишком заметная фигура), и, оставаясь пленником, Рейневан с поразительной методичностью меняет конвоиров. Одни хотят выдать его епископу Конраду, другие — Биберштайну. Таким образом, Рейневан, все-таки попадает в замок Троски, вот только в качестве пленника.
Из темницы Троски его спасают Самсон и тот самый разыскиваемый магик. И так как помочь сейчас он им не может, назначает встречу через два года. Тогда они помогут ему покинуть замок вместе со всем магическим скарбом, а он за это время найдет решение их проблемы-головоломки. Когда Рейневан и Самсон покидают Троски, на их пути встаёт Стенолаз, но, напуганный видом и сущностью Самсона, сбегает. А его верная Рота Смерти упускает беглецов, но Рейневану это не помогает, он снова попадает в плен. В этот раз его везут на встречу с Яном фон Биберштайном, где он наконец узнает, что его возлюбленная совсем не Катажина. По дороге Рейневан встречает Гельфрада Стерча, который рассказал ему о смерти Адели и причастности к этому Яна Зембицкого. Там некогда заклятые враги, в память о девушке, которую они любили (в случае Рейневана, речь идёт о влюблённости), клянутся отомстить Пясту. Гельфрад собирается устроить на Зембицкого покушение, а Рейневан должен довершить задуманное, если оно не удастся.
В дальнейшем, пройдя множество проверок и перепроверок, Рейневан выходит на связь с Фогельзангом, отлично законспирированным и готовым действовать. С помощью магии находит свою возлюбленную Ютту де Апольда. Встречает Урбана Горна, привёзшего вести о том, что Прокоп Голый с таборитами идет походом на Силезию. Так неофит Беляу, приобщаясь к делу Чаши, ведёт подрывную деятельность и агиттирует народ, тайно встречается с Юттой, находящейся в одном из закрытых женских монастырей, участвует в военных столкновениях.
После одной из стычек раненые Рейневан и Самсон попадают в один из дружественных гуситам госпиталей, откуда бегут, воспользовавшись помощью Эленчи фон Штетенкорн, узнав, что Стенолаз их практически выследил. Эленча помогает им добраться до Белой Церкви, того самого монастыря, где находится Ютта, но сама, испытывая чувства к Рейневану, уезжает. Рейневан и Самсон проводят в монастыре несколько месяцев, прежде чем Самсон уезжает в Прагу, а Рейневану снова приходится работать в Фогельзанге.
Однако судьба готовит Беляу новые испытания. Его товарищи из Фогельзанга погибают. Ян Зембицкий, вторгнувшись на территорию монастыря, берет в плен Ютту де Апольда, пророча ей ту же учесть, что и Адели. И Рейневан встает перед выбором: предать дело Чаши или потерять возлюбленную. Он должен заманить сироток во главе с Яном Краловцем в засаду, устроенную Яном Зембицким при поддержке Силезского рыцарства, иначе Ютта умрёт. Сопровождаемый жуткими видениями, Рейневан едет в стан гуситов, где рассказывает всё о планах Яна. Чтобы хоть как-то заглушить боль, он рвется в первую линию боя. Там его замечает Биркарт фон Грелленорт во главе Роты Смерти, но взять в плен Беляу не удается, Стенолаз сбегает, трансформировавшись в птицу, а Рота Смерти полностью истреблена. Верный клятве Гельфраду Стерча и переполненный ненавистью, Рейневан убивает в том сражении Зембицкого, тем самым прервав род Пястов в Силезии.

## Издания
В России роман был опубликован в следующих изданиях:
- Божьи воины. — М.: «АСТ», АСТ Москва, Хранитель, 2006. — 688 с. — ISBN 978-5-17-035135-0 (в серии «Век дракона»).
- Божьи воины. — М.: «АСТ», АСТ Москва, Хранитель, 2007. — 688 с. — ISBN 978-5-17-044729-9, 978-5-9713-5395-9, 978-5-9762-3687-5 (в серии «Золотая серия фэнтези»).
- Божьи воины. — М.: «АСТ», АСТ Москва, Хранитель, 2007. — 688 с. — ISBN 978-5-9762-0666-3 (в серии «Век дракона»).